# María Garrido
María Luisa Garrido (* 5. Mai 1994) ist eine venezolanische Leichtathletin, die sich auf den Mittelstreckenlauf spezialisiert hat.

## Sportliche Laufbahn
Erste Erfahrungen bei internationalen Meisterschaften sammelte María Garrido im Jahr 2015, als sie bei der Sommer-Universiade in Gwangju mit 2:15,44 min in der ersten Runde im 800-Meter-Lauf ausschied. 2022 belegte sie bei den Juegos Bolivarianos in Valledupar in 4:31,90 min den siebten Platz im 1500-Meter-Lauf und im Jahr darauf gelangte sie bei den Zentralamerika- und Karibikspielen (CAC) in San Salvador mit 4:35,51 min auf den sechsten Platz. Zudem belegte sie mit der venezolanischen 4-mal-400-Meter-Staffel in 3:55,90 min den fünften Platz. 
In den Jahren 2016 und 2018 sowie 2022 und 2023 wurde Garrido venezolanische Meisterin im 1500-Meter-Lauf.

## Persönliche Bestzeiten
- 800 Meter: 2:12,51 min, 18. April 2015 in Barinas
- 1500 Meter: 4:27,44 min, 26. April 2022 in Barquisimeto